# روتانا كلاسيك
روتانا كلاسيك هي قناة فضائية تابعة لمجموعة قنوات روتانا الإعلامية.
انطلقت في أغسطس 2012 بغرض إحياء التراث المصري والعربي للأفلام العربية، حيث تقدم القناة الأفلام والمسلسلات المصرية القديمة بالإضافة لأغاني الزمن الجميل لأم كلثوم وعبد الحليم حافظ وغيرهم، وتعرض أجزاء من حفلات لهؤلاء الفنانين. وتبث على قمر النايل سات وعرب سات وياه سات.